# Hof (Gemeinde Heiligenblut)
Hof ist eine Ortschaft und als Zlapp und Hof eine Katastralgemeinde der Gemeinde Heiligenblut am Großglockner im Bezirk Spittal an der Drau in Kärnten.
In der Katastralgemeinde liegen die die Ortschaften Hof, Zlapp und auch das sehr bekannte Dorf Heiligenblut.

## Siedlungsentwicklung
Zum Jahreswechsel 1979/1980 befanden sich in der Katastralgemeinde Zlapp und Hof insgesamt 322 Bauflächen mit 62.639 m² und 22 Gärten auf 7.469 m², 1989/1990 gab es 319 Bauflächen. 1999/2000 war die Zahl der Bauflächen auf 530 angewachsen und 2009/2010 bestanden 540 Gebäude auf 784 Bauflächen.

## Bodennutzung
Die Katastralgemeinde ist land- und forstwirtschaftlich geprägt. 336 Hektar wurden zum Jahreswechsel 1979/1980 landwirtschaftlich genutzt und 373 Hektar waren forstwirtschaftlich geführte Waldflächen. 1999/2000 wurde auf 1.795 Hektar Landwirtschaft betrieben und 373 Hektar waren als forstwirtschaftlich genutzte Flächen ausgewiesen. Ende 2018 waren 234 Hektar als landwirtschaftliche Flächen genutzt und Forstwirtschaft wurde auf 862 Hektar betrieben. Die durchschnittliche Bodenklimazahl von Zlapp und Hof beträgt 12,4 (Stand 2010).